# جک انگلیش (بازیکن فوتبال، زاده ۱۸۸۶)
جک انگلیش (انگلیسی: Jack English؛ ۱۳ دسامبر ۱۸۸۶ – ۲۱ ژانویه ۱۹۵۳ (age 66)) بازیکن فوتبال اهل بریتانیا بود.
از باشگاه‌هایی که در آن بازی کرده‌است می‌توان به باشگاه فوتبال پرستون نورث اند، باشگاه فوتبال دارلینگتون، باشگاه فوتبال هبورن تاون، باشگاه فوتبال شفیلد یونایتد و باشگاه فوتبال واتفورد اشاره کرد.